# Popudinské Močidľany
Popudinské Močidľany (in ungherese Coborfalva) è un comune della Slovacchia facente parte del distretto di Skalica, nella regione di Trnava.